# フィリップ・ラーツ
フィリップ・ラーツ（Philip Laats、1963年2月2日 - ）はベルギー・アントウェルペン出身の柔道選手。階級は65kg級。身長165cm。弟は1991年の世界選手権78kg級2位のヨハン・ラーツ。

## 人物
1984年のロサンゼルスオリンピックでは65kg級で9位になった。1987年から2年連続で世界軍人選手権大会で優勝した。1988年のソウルオリンピックでは78kg級の弟とともに兄弟で出場するが、初戦でポーランドのヤヌシュ・パヴウォフスキに敗れると、敗者復活戦でもニュージーランドのブレント・クーパーに敗れて7位だった。1990年のヨーロッパ選手権で3位になると、世界軍人選手権大会では3度目の優勝を飾った。1991年にはフランス国際で優勝した。1992年のバルセロナオリンピックでも兄弟出場となると、準々決勝でハンガリーのチャーク・ヨージェフに合技で敗れるも、敗者復活戦で丸山顕志を肩車の合技で破るが、3位決定戦でドイツのウド・クエルマルツに判定負けして5位だった。1993年の世界選手権で5位になった。1995年のヨーロッパ選手権とミリタリーワールドゲームズでは3位だった。1996年のアトランタオリンピックでは三度兄弟出場を果たすも、準決勝でクエルマルツに内股で敗れると、3位決定戦でもブラジルのエンリケ・ギマラエスに総合負けを喫してまたもや5位となり、オリンピックに4度も出場しながら1度もメダルを獲得できずに終わった。なお、弟とともに脚を掴まない肩車(ないしは横落)である｢ラーツ・ドロップ｣の先駆的な使い手として知られている。

## 主な戦績
- 1983年 - ベルギー国際　優勝
- 1983年 - ロサンゼルスオリンピック　9位
- 1984年 - 世界軍人選手権大会　3位
- 1985年 - 世界軍人選手権大会　2位
- 1986年 - オーストリア国際　優勝
- 1986年 - 世界軍人選手権大会　2位
- 1987年 - 世界軍人選手権大会　優勝
- 1988年 - 世界軍人選手権大会　優勝
- 1988年 - ソウルオリンピック　7位
- 1989年 - ベルギー国際　優勝
- 1989年 - フランス国際　3位
- 1990年 - ヨーロッパ選手権　3位
- 1990年 - 世界軍人選手権大会　優勝
- 1991年 - フランス国際　優勝
- 1992年 - バルセロナオリンピック　5位
- 1993年 - チェコ国際　優勝
- 1993年 - 世界選手権　5位
- 1994年 - フランス国際　3位
- 1995年 - ヨーロッパ選手権　3位
- 1995年 - ミリタリーワールドゲームズ　3位
- 1996年 - アトランタオリンピック　5位

(出典 JudoInside.com)。